# Homoki varánusz
A homoki varánusz, más néven Gould-varánusz (Varanus gouldii) a pikkelyes hüllők rendjének (Squamata), gyíkok alrendjébe (Sauria) tartozó varánuszfélék családjának (Varanidae) egyik faja.

## Elterjedése, élőhelye
Ausztrália sok részén előfordul. A homoki varánusz a sivatagban, a pusztákon és az esőerdőben lelhető fel.

## Alfajai
- Varanus gouldii gouldi
- Sivatagi homoki varánusz (Varanus gouldii flavirufus)

## Megjelenése
A homoki varánusz egy nagy ausztráliai varánusz, a kifejlett hímek átlagos testhossza (orrcsúcstól a faroktőig mért hossz (snout-vent length, SVL)) 32 cm, a kifejlett nőstények átlagos testhossza 28 cm. Színe szürkészöld,    egységes,   gyűrűs kis sárga foltok az egész testét tarkítják. A kígyó-szerű feje lapos, sárga minta van az oldalán.

## Életmódja
Nappali állat. Kisemlősöket, más hüllőket, madarakat, kétéltűeket, hüllőtojásokat, rovarokat és rákokat fogyaszt. Még a kannibalizmus, sem ismeretlen ennél a fajnál. Miközben fut, a farka teljesen a föld felett van. A homoki varánusz, úgy mint a legtöbb hüllő hidegvérű, a napon sütkérezik, hogy felmelegedjen.

## Szaporodása
A nőstény az üregbe ássa 10-17 tojását.